# Кобург (місто)

Ко́бург (нім. Coburg) — місто на річці Ітц (притока Майну) в центральній частині Німеччини. Розміщений у Верхній Франконії (Oberfranken) на півночі Баварії. Населення понад 41 тис. осіб. До 1918 року Кобург був резиденцією герцогів Саксен-Кобург-Гота. Над Кобургом знаходиться друга за розмірами фортеця Німеччини, що збереглася до наших днів — Фесте (нім. Veste), яка також відома як «Корона Франконії». В Кобургзі знаходиться одна з великих німецьких страхових компаній HUK-Coburg. В університеті Кобурга (Hochschule Coburg) навчається понад 3500 студентів. В місті розташована штаб-квартира компанії Kaeser Kompressoren.
Адміністративно Кобург не входить в район (Kreisfreie Stadt), а сам є центром (Kreisstadt) однойменного району (Landkreis) в окрузі Верхня Франконія в складі федеральної землі Баварія.

## Географія і клімат
Місто розміщене між південним передгір'ям Тюринзького Лісу і долиною річки Майн. Через Кобург протікає річка Ітц, у котру впадає річка Лаутер. Найближчі великі міста: Ерфурт (80 км на північ), Вюрцбург (90 км на південний захід) і Нюрнберг (90 км на південь). Ратуша Кобурга знаходиться на висоті 297 метрів над рівнем моря, фортеця Фесте (Veste) на висоті 464 метри над рівнем моря.
Клімат Кобурга визначається його розміщенням між долиною Майна на півдні і Тюринзьким лісом на півночі. Середньорічна температура близько 8 °C, при цьому середня температура січня близько -1,4 °C, липня близько 17,2 °C. Протягом року випадає близько 747 мм опадів, які розділені відносно порівну по місяцях. За рік є 5 гарячих днів, 36 днів з температурою вище 25 °C і 28 днів з температурою нижче нуля.